# Atlantische sterrog
De Atlantische sterrog (Raja asterias) is een vissensoort uit de familie van de Rajidae. De wetenschappelijke naam van de soort is voor het eerst geldig gepubliceerd in 1809 door Delaroche.